# خواجه‌وند، جمهوری آذربایجان
خوجاوند (به لاتین: Xocavənd) یک منطقهٔ مسکونی در جمهوری آذربایجان است که در شهرستان آغجه‌آباد واقع شده‌است.

## خصوصیات
خوجاوند  ۳٬۰۱۸ نفر جمعیت دارد.